# James Hardy
James Percival Hardy (Knoxville, 1º dicembre 1956 – Long Beach, 29 dicembre 2020) è stato un cestista statunitense, professionista nella NBA, in Italia, Francia e Spagna.

## Carriera
Venne selezionato dai New Orleans Jazz al primo giro del Draft NBA 1978 (11ª scelta assoluta).